# Radomyšl
Radomyšl [ˈradɔmɪʃl] (deutsch Radomischl) ist eine Minderstadt in Tschechien. Sie liegt sieben Kilometer nördlich von Strakonice in Südböhmen und gehört zum Okres Strakonice.

## Geographie

### Geographische Lage
Radomyšl liegt im Mittelböhmischen Bergland in der Talmulde des Baches Radomyšlský potok. Östlich erhebt sich der Svatý Jan (497 m), im Südosten der Chlum (544 m) und Dominový vrch (499 m), südlich die Věna (486 m) und im Südwesten der Tisovník (589 m). Gegen Nordwesten liegt der Teich Malducky. Am südöstlichen Ortsrand verläuft die Bahnstrecke Březnice–Strakonice.

### Gemeindegliederung
Die Minderstadt Radomyšl besteht aus den Ortsteilen Domanice (Domanitz), Láz (Laas), Leskovice (Leskowitz), Podolí (Podol), Radomyšl (Radomischl) und Rojice (Rojitz), der Ansiedlung Kaletice (Kalletitz) sowie der Einschichten U Mikuláše.
Das Gemeindegebiet gliedert sich in die Katastralbezirke Domanice, Kaletice, Láz u Radomyšle, Leskovice u Radomyšle, Podolí u Strakonic, Radomyšl und Rojice.

### Nachbargemeinden
Nachbarorte sind U Mikuláše, Láz und Rojice im Norden, Velká Turná und Malá Turná im Nordosten, Petrovice, Osek im Osten, Rohozná im Südosten, Rovná und Domanice im Süden, Kaletice, Černíkov und Hubenov im Südwesten, Podolí und Klínovice im Westen sowie Zadní Zborovice, Třebohostice und Chrášťovice im Nordwesten.

## Geschichte
Die Gegend an der Kreuzung mehrerer Handelswege war schon seit dem 5. Jahrhundert besiedelt. Von der Besiedlung während der Slawenzeit zeugt der Fund einer slawischen Begräbnisstätte aus dem 12. Jahrhundert im Ortszentrum. Darunter befand sich auch ein sogenanntes Vampirgrab.

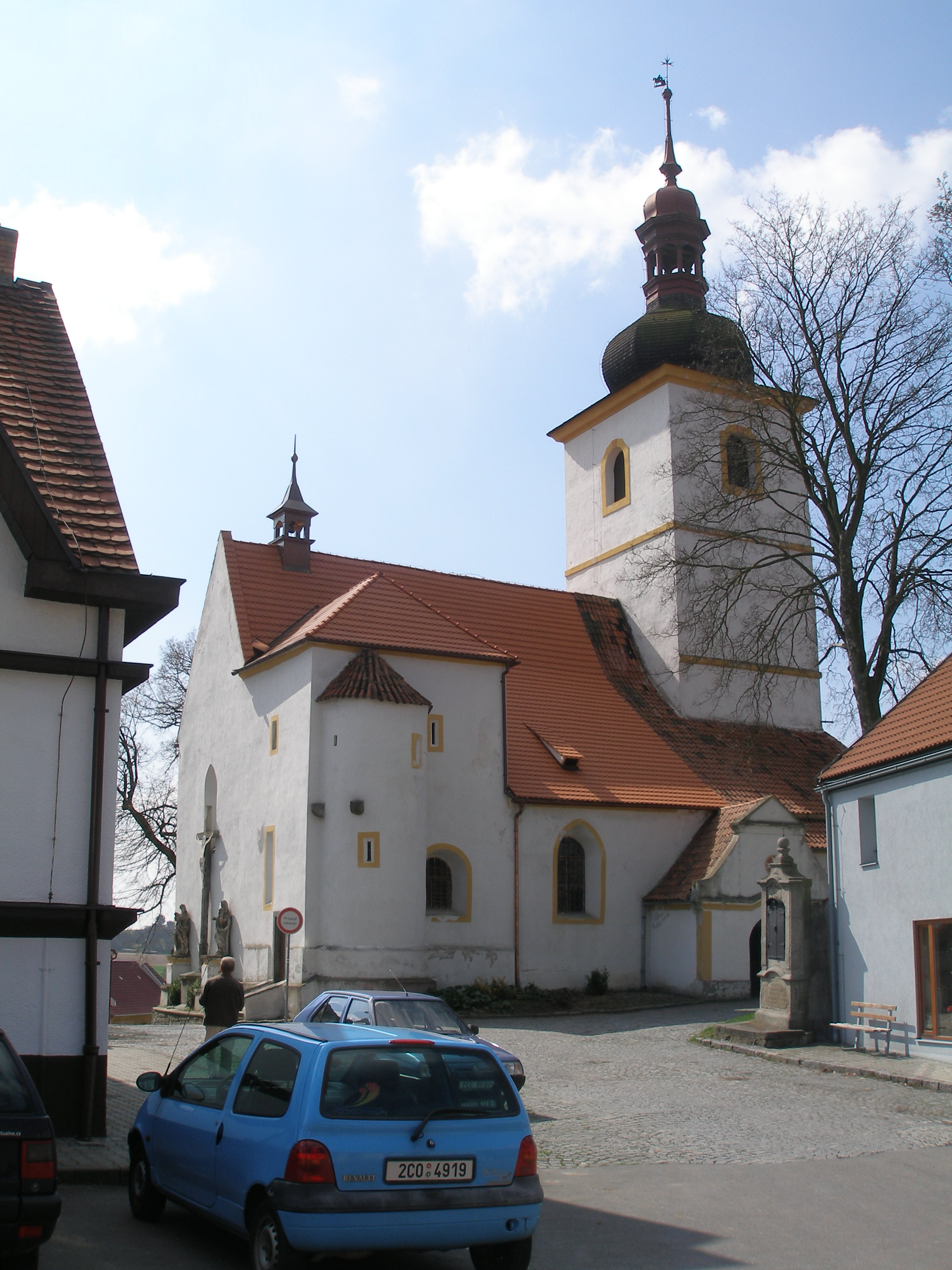
Kirche des hl. Martin

Die erste schriftliche Erwähnung der Pfarre Radomyšl erfolgte 1284 in einem Besitzverzeichnis der Bavor von Strakonitz. Wilhelm Bavor von Strakonitz überließ am 3. September 1320 die Pfarre und Kirche in dem dabei erstmals als Städtchen (civitacula) bezeichneten Radomyšl dem Johanniterorden. Nachrichten aus der Zeit zwischen 1352 und 1405 zeigen, dass Radomyšl der geistlichen Administration des Dekanates Bozeň (bozeňský děkanát) unterstand. In dieser Zeit erfolgte auch der Umbau der Kirche St. Martin, die in den Errichtungsbüchern seit 1384 nachweislich ist. 1355 wurde Radomyšl wieder eine Siedlung genannt. Im Jahre 1359 übereignete Wilhelm Bavor von Strakonitz zusammen mit seiner Frau Margarete testamentarisch das Gut Radomyšl mit allem Zubehör dem Großpriorat der Johanniter. Radomyšl war bis 1375 unter der Kurie Witwensitz der Margarethe von Strakonitz.
Im 15. und 16. Jahrhundert stieg Radomyšl wieder zum Städtchen auf. Um 1480 überfiel Racek von Kocov auf einem Beutezug Radomyšl und steckte den Ort in Brand, dabei ging auch die alte Urkunde über die Stadtrechte verloren. Am 10. September 1483 erneuerte das Strakonitzer Konvent unter Johann von Schwanberg die alten Privilegien von Radomyšl und erteilte zugleich das Recht zur freien Verfügbarkeit über die Gründe gegen Zinszahlung an die Obrigkeit. Auf Gesuch der Bürger erweiterte Großprior Johann von Rosenberg 1516 die Rechte von Radomyšl um die Befreiung von der Sterbfälligkeitsgebühr sowie das Recht der Erbfolge und letztwilligen Anordnung. Zugleich erteilte er das Recht zur Führung eigener Waisenbücher und eines eigenen Waisenrechts. Nachfolgend wurden die Radomyšler Privilegien von jedem neuen Großprior der Johanniter, die sich ab 1530 als Malteser bezeichneten, bestätigt. Das seit 1569 geführte Urbar gehört zu den ältesten der Herrschaft Strakonitz. Daraus ist auch die städtische Entwicklung von Radomyšl ersichtlich, das im Mittelalter aus zwölf Grundstücken bestehende Städtchen, war 1569 auf 17 Grundstücke und 1583 auf 25 angewachsen. 1605 erteilte Großprior Matouš Děpolt von Lobkowicz ein Städtchen ein Wappen.

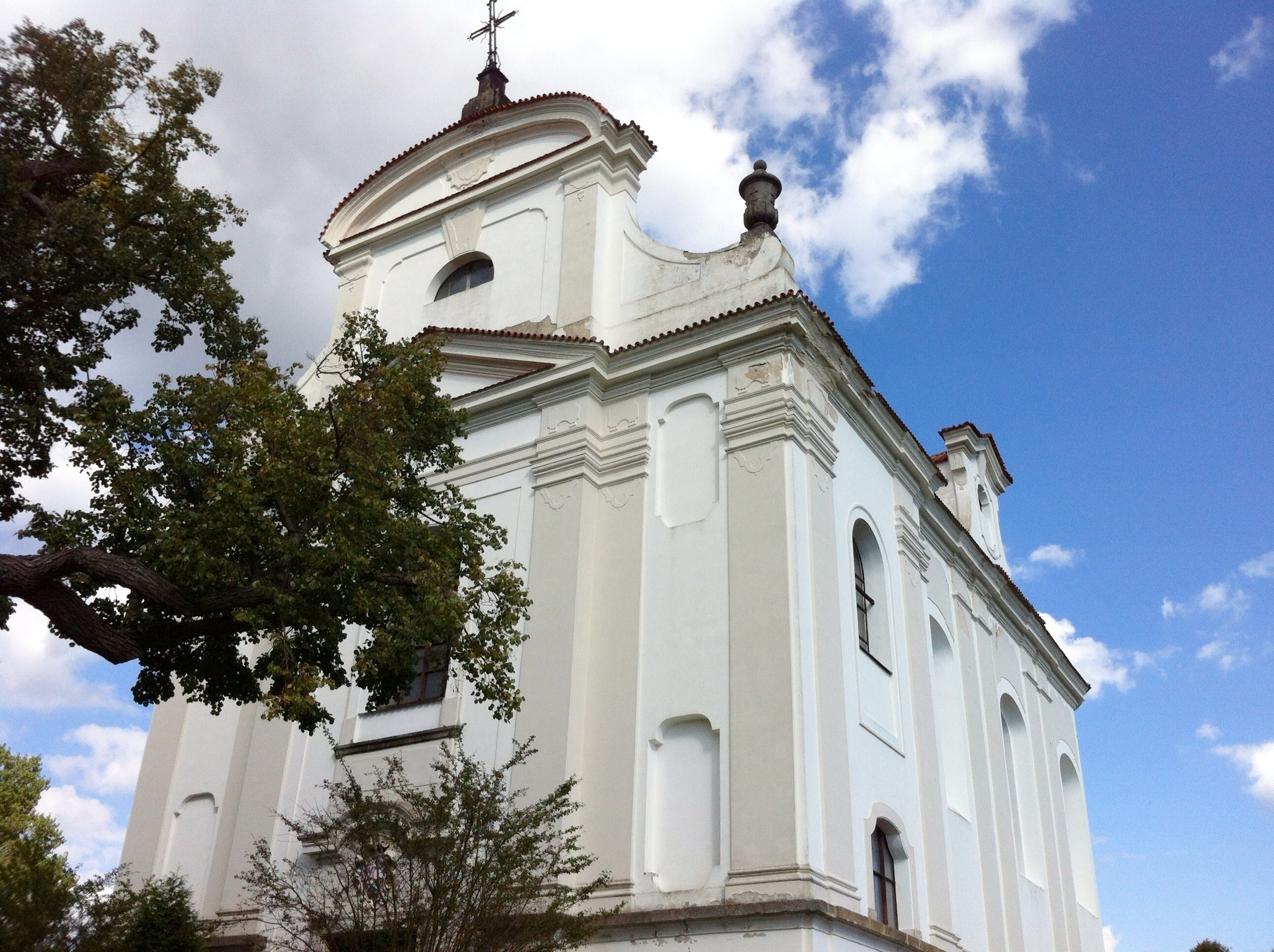
Wallfahrtskirche Johannes des Täufers auf dem Svatý Jan

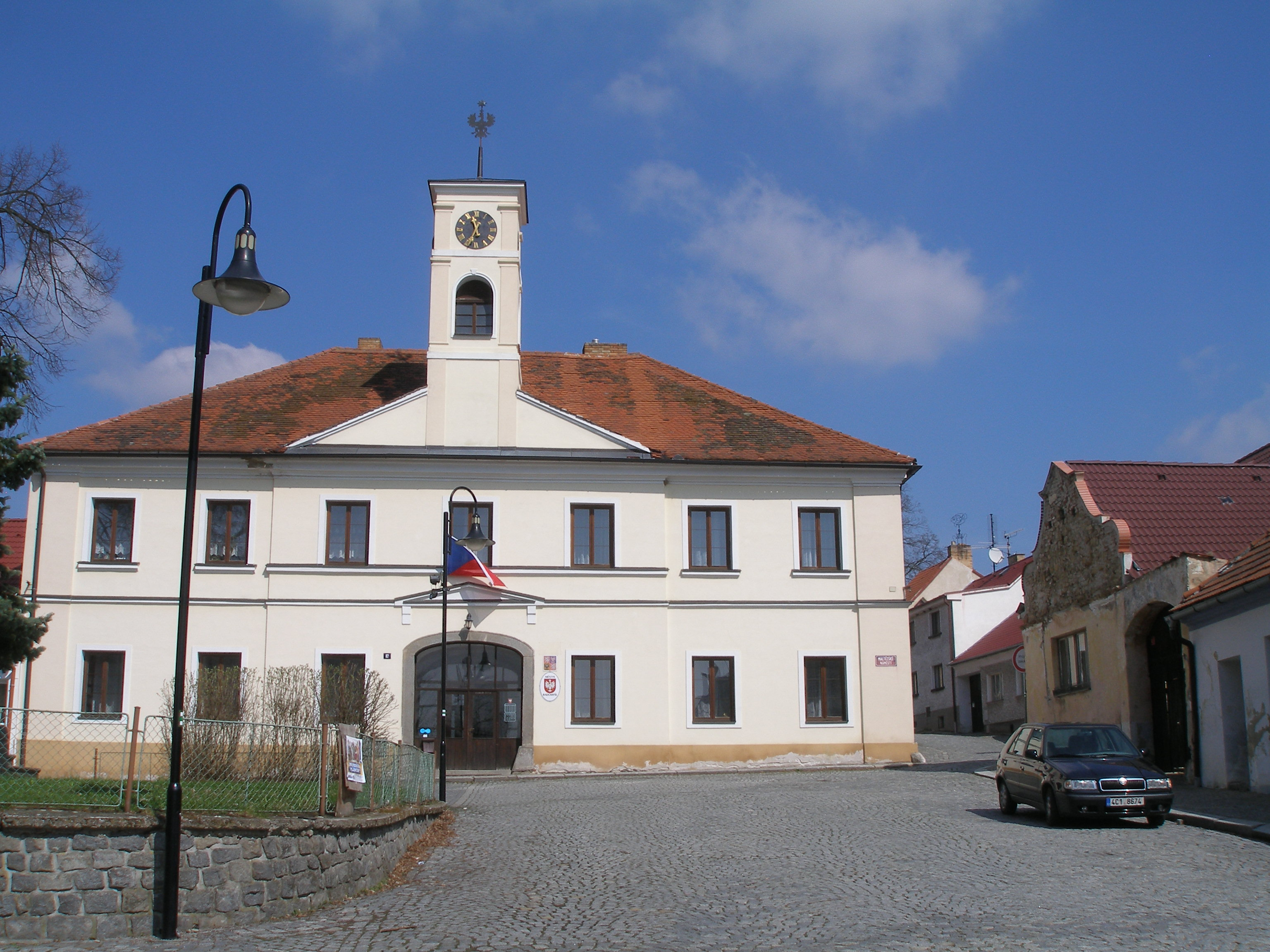
Rathaus

Großprior Ferdinand Ludwig Kolowrat-Liebsteinsky erteilte den Bürgern gegen eine jährliche Retuition von 120 Gulden 1679 die Befreiung vom Naturalrobot. Vorsteher des Städtchen war der Marktrichter. Im Jahre 1736 ließ Großprior Gundacker Poppo Reichsgraf von Dietrichstein auf den Johannesberg die Wallfahrtskirche des hl. Johannes des Täufers anlegen. Sie dient seit 1784 auch als Begräbniskirche der Pfarre Radomyšl. 1811 wurde die Pfarrkirche St. Martin zur Dechanteikirche erhoben.
Im Jahre 1840 bestand der untertänige Marktflecken Radomischel/Radomyssle aus 95 Häusern mit 498 Einwohnern. Im Ort bestanden unter herrschaftlichen Patronat die Dechanteikirche des hl. Martin, eine Schule und Pfarrei. Der ehemalige Meierhof bildete die Dotation des Dechanten. Die Kirche St. Martin war Pfarrkirche für Radomischel, Kalletitz (Kaletice), Rohozna (Rohozná), Podoly (Podolí), Klinowitz (Klínovice), Aunitz, Hubenow (Hubenov), Hinter-Zborowitz (Zadní Zborovice), Wosek, Klein-Turna (Malá Turná), Petrowitz (Petrovice), Gemnitz (Jemnice), Domanitz (Domanice), Černiekow (Černíkov), Kraschtowitz, Leskowitz (Leskovice), Laas (Láz), Rogitz (Rojice), Groß-Turna und Střebohostitz. Bis zur Mitte des 19. Jahrhunderts blieb der Marktflecken immer nach Strakonitz untertänig.
Nach der Aufhebung der Patrimonialherrschaften bildete Radomyšl/Radomischl ab 1850 mit den Ortsteilen Kaletice und Láz eine Marktgemeinde in der Bezirkshauptmannschaft und dem Gerichtsbezirk Strakonice. Láz löste sich 1887 los und bildete eine eigene Gemeinde. 1899 nach die Lokalbahn Strakonitz–Blatná–Březnitz den Betrieb auf der Bahnstrecke Březnitz–Strakonitz auf.
Im Jahre 1948 verlor Radomyšl seinen Status als Minderstadt und sank zum Dorf herab. Kaletice verlor 1961 den Status als Ortsteil. 1964 wurden Domanice und Leskovice eingemeindet, am 26. November 1971 folgte Rojice (mit Láz). Podolí wurde am 1. April 1976 von Droužetice nach Radomyšl umgemeindet. Im Jahre 2005 wurde Radomyšl Dorf des Jahres im Jihočeský kraj. Am 10. Oktober 2006 wurde der Status als Městys erneuert.

## Gemeindepartnerschaften
- Montoggio, Italien, seit 2006

## Kultur und Sehenswürdigkeiten

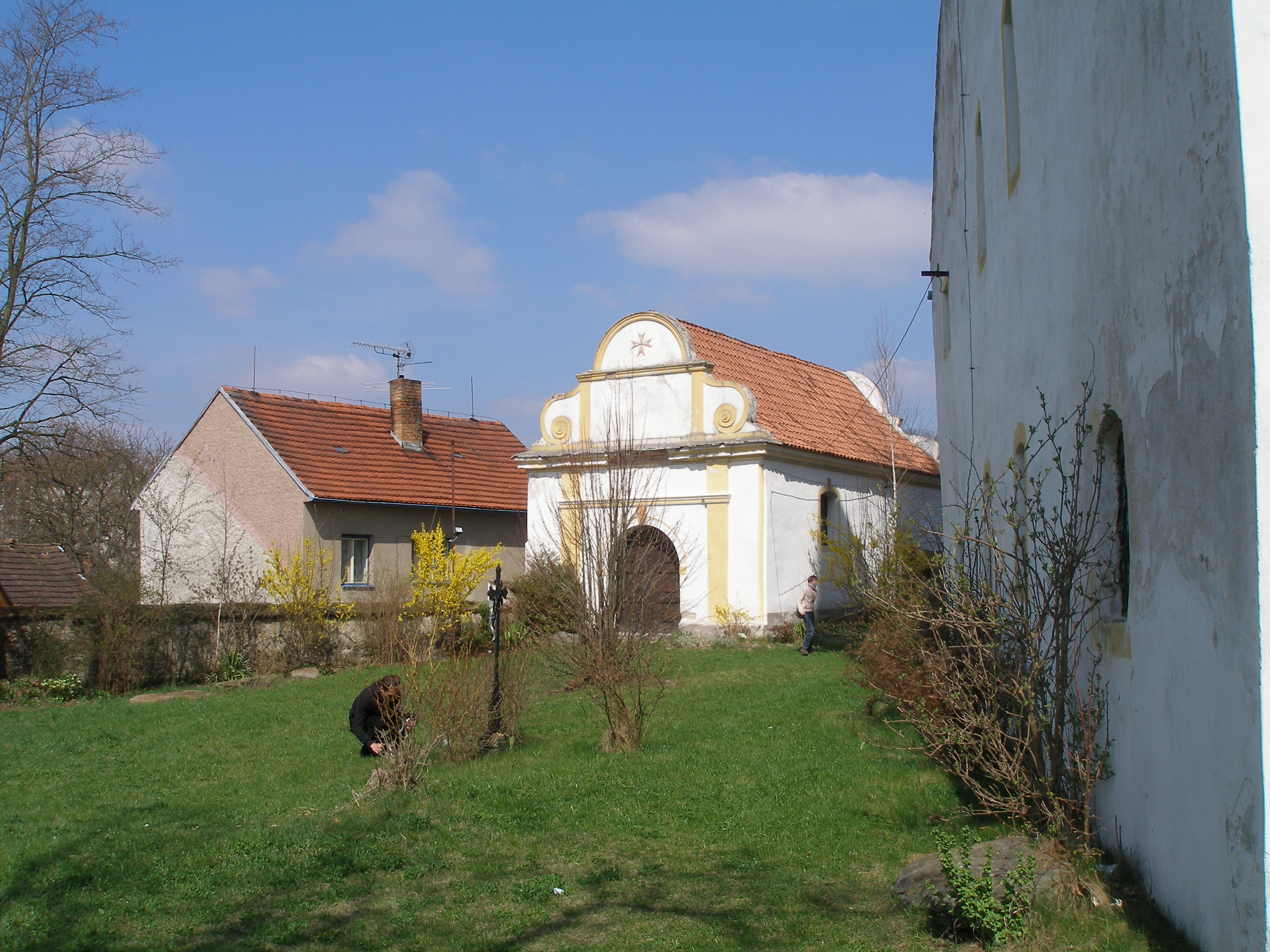
Heiliges Grab

- Dechanteikirche des hl. Martin, der ursprünglich romanische Bau entstand im 12. Jahrhundert. Erste Umbauten erfolgten im letzten Viertel des 13. Jahrhunderts. Um 1388 erfolgte eine Erweiterung und Umgestaltung der Kirche im Stil der Gotik. Ihre heutige barocke Gestalt erhielt sie zu Beginn des 18. Jahrhunderts. Dabei wurde auch die Friedhofsmauer an die umgebende Straßenführung angepasst und ein Ossarium an der Nordwestecke des Friedhofes angelegt. Der alte Friedhof wurde 1784 aufgehoben und an die Kirche des hl. Johannes des Täufers verlegt. Das Ossarium wurde 1877 zum Heiligen Grab umgewandelt.[4]
- Hochbarocke Wallfahrts- und Begräbniskirche des hl. Johannes des Täufers mit Friedhof auf dem Johannesberg (Janský vrch) südöstlich über dem Städtchen. Sie wurde 1733–1736 an Stelle eines älteren Renaissancebaus errichtet. Den Auftrag dazu erhielt der Prager Festungsbaumeister Bartolomeo Scotti, der zuvor den Umbau des Großpriorates auf der Prager Kleinseite vorgenommen hatte. Die Pläne für den Kirchbau stammen von Anselmo Lurago, einem Verwandten Scottis, der auch die Ausführung übernahm. Vom Teich Vraždy führt ein Kreuzweg mit 14 Kapellen aus dem Tal des Radomyšlský potok zur Kirche. Vom Friedhof bietet sich ein weiter Ausblick über das umliegende Hügelland.[5]
- Rathaus, der klassizistische Bau entstand zwischen 1832 und 1836[6]
- Mariensäule vor dem Rathaus, errichtet 1860
- Ehemalige Dechantei, errichtet 1642. Der barocke Umbau erfolgte 1763–1767. Sie wurde 1948 aus dem Besitz des Malteserordens beschlagnahmt
- Haus Nr. 62, schmuckvoller Bauernbarockbau aus dem Jahre 1784[7]
- Haus Nr. 11, Geburtshaus von Josef Kovář

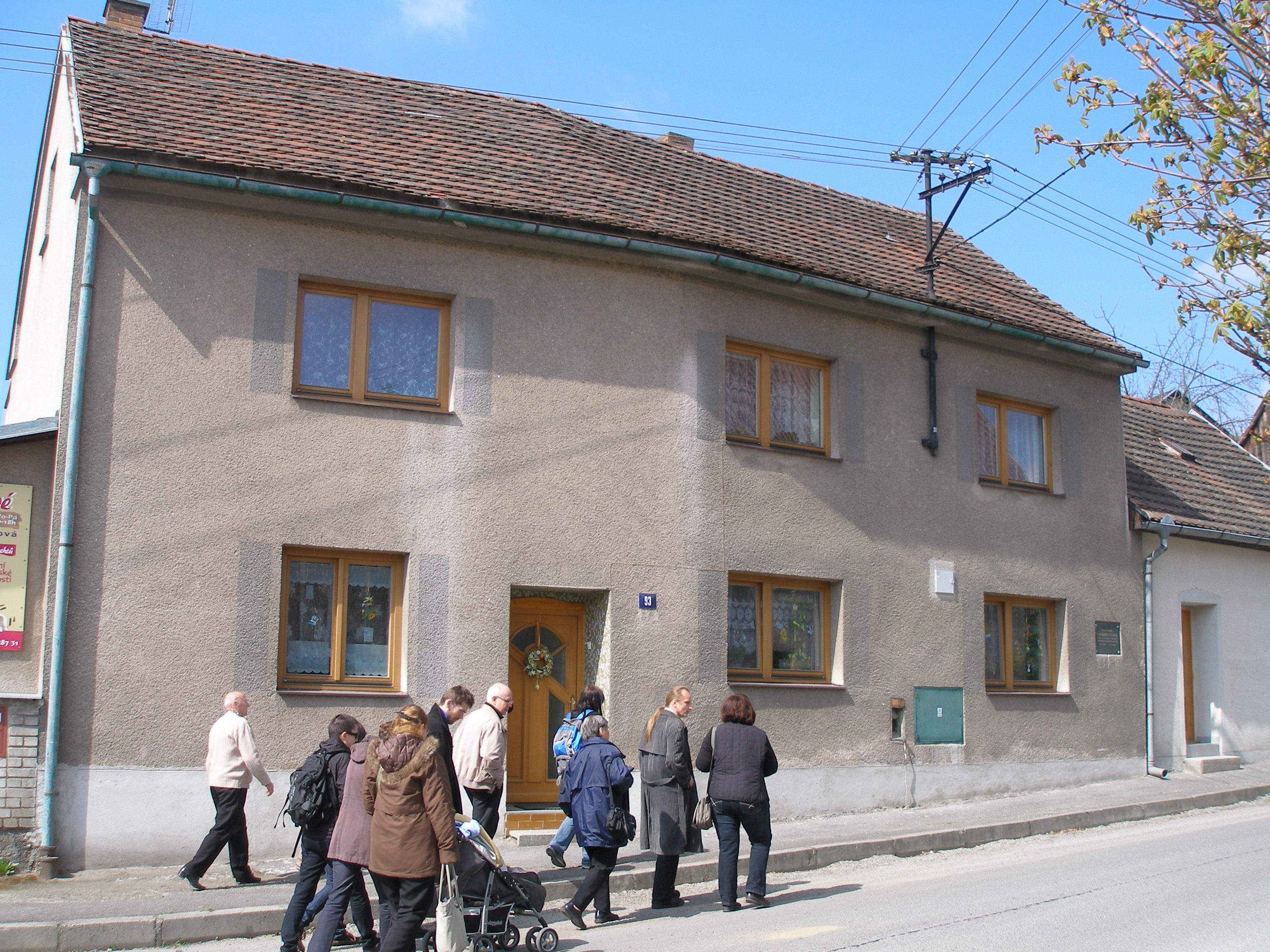
Geburtshaus von Norbert Fabián Čapek
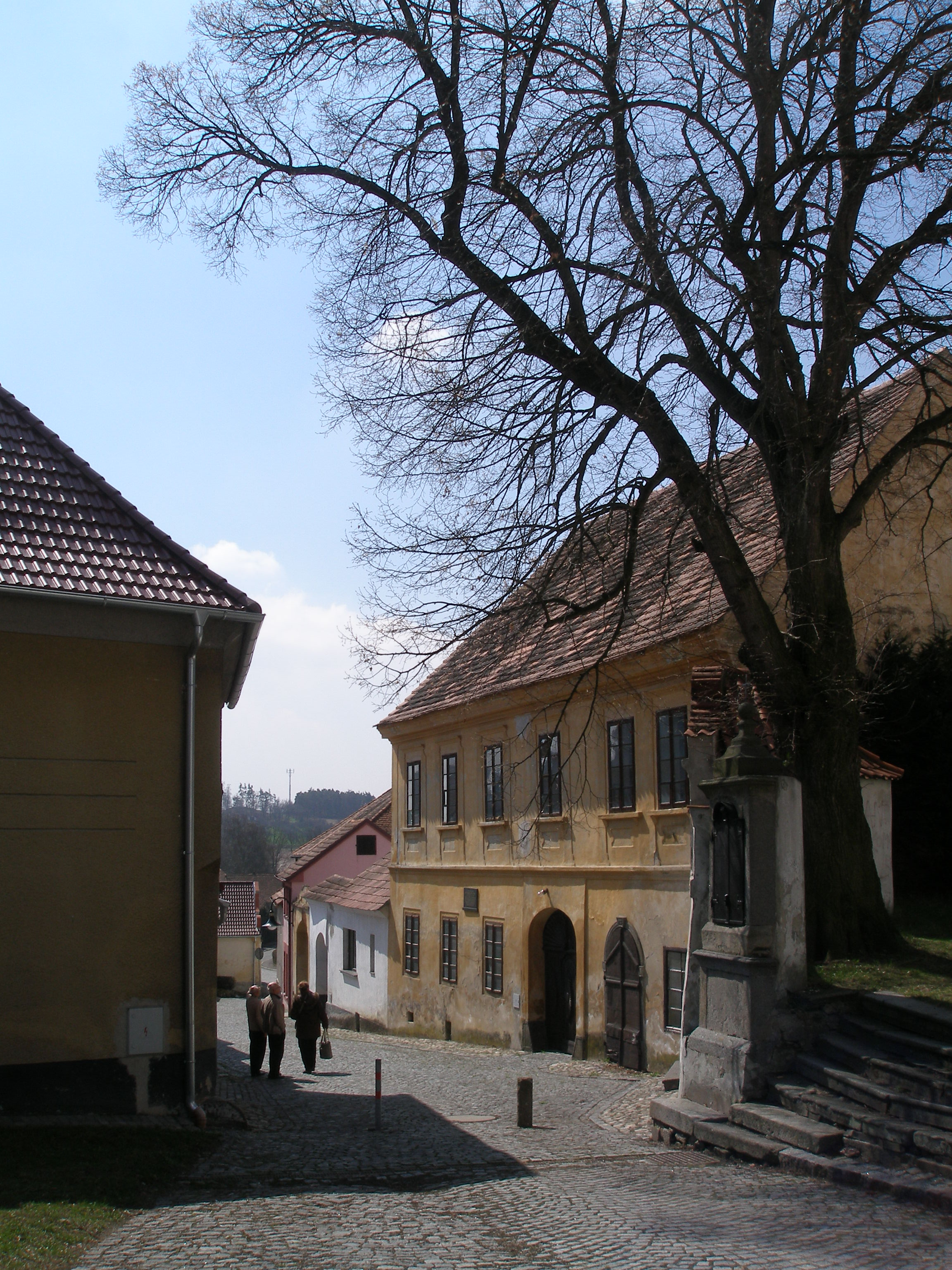
Geburtshaus von Bohumír Lifka
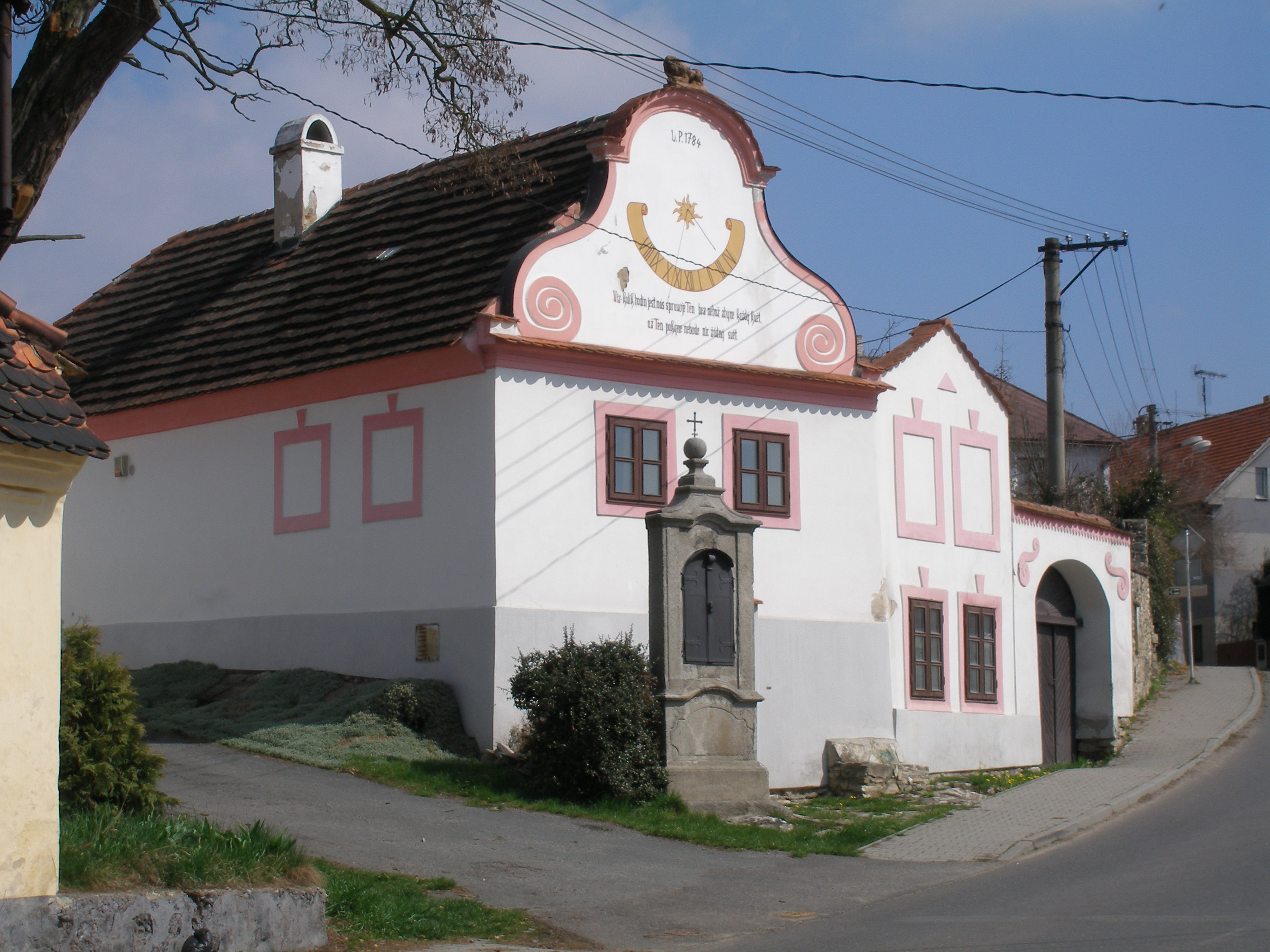
Haus Nr. 62 im Bauernbarockstil
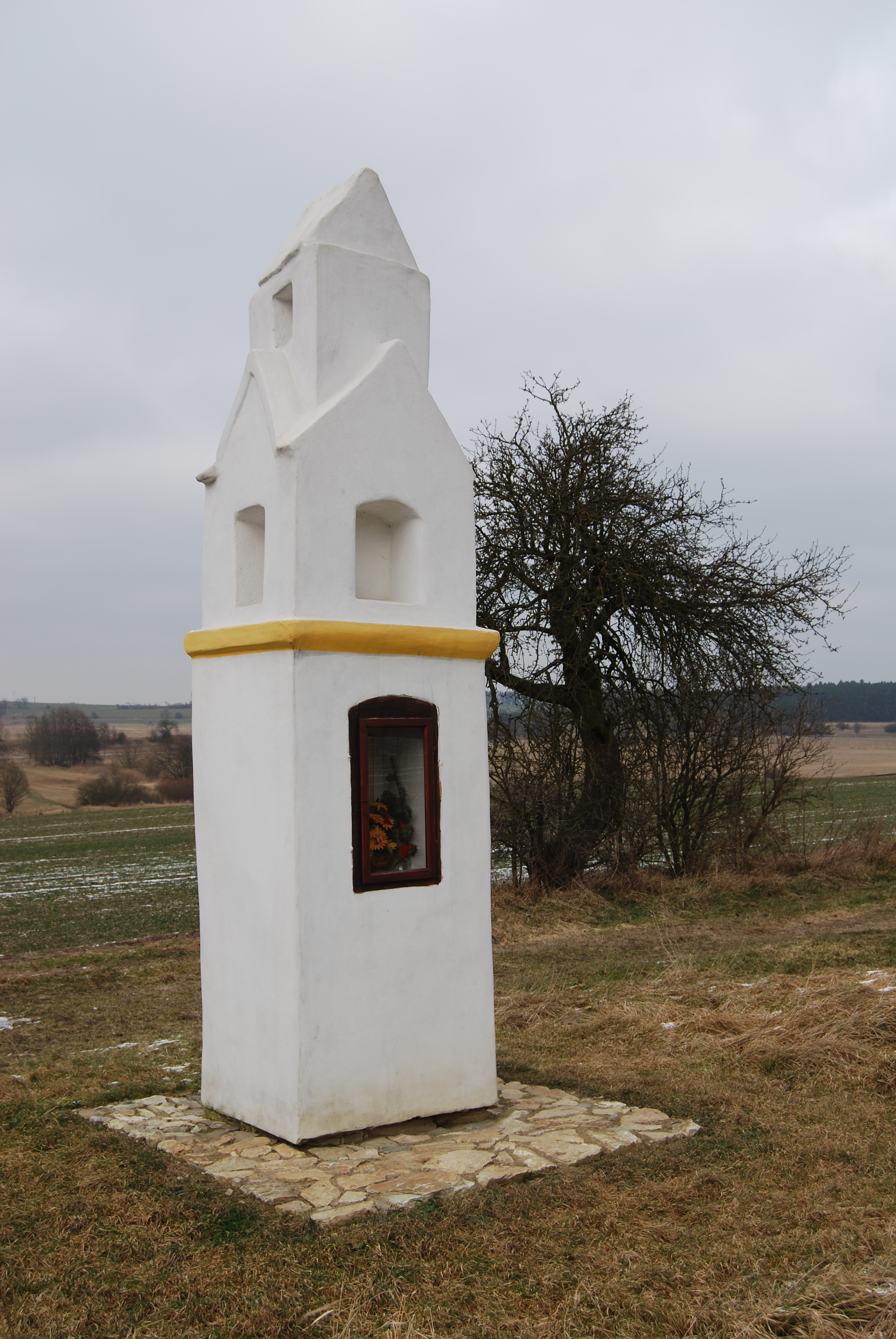
Bildstock am ehemaligen Weg nach Osek

- mehrere Wegekreuze und Bildstöcke

- Geburtshaus von Norbert Fabián Čapek
- Geburtshaus von Bohumír Lifka
- Haus Nr. 62 im Bauernbarockstil
- Bildstock am ehemaligen Weg nach Osek

## Söhne und Töchter der Gemeinde
- Johann Babor (1762–1846), Benediktiner und Hochschullehrer
- Josef Kovář (1779–1848), Entdecker der Grünberger Handschrift
- Norbert Fabián Čapek (1870–1942), religiöser Denker und Unitarier, er wurde in Hartheim vergast.
- Miloslav Novotný (1894–1966), Dichter und Literaturhistoriker
- Bohumír Lifka (1900–1987), Bibliothekar und Buchautor
- Jan Matějka (1918–1976), Pilot der tschechoslowakischen RAF-Staffel und Verfolgter des kommunistischen Regimes